# Mahamat Idriss
Mahamat-Koundja-Ouya Idriss (ur. 17 lipca 1942, Ndżamena, Francuska Afryka Równikowa, zm. 3 października 1987) – lekkoatleta z Czadu, skoczek wzwyż. Trzykrotny olimpijczyk.
Przed uzyskaniem przez Czad niepodległości reprezentował Francję m.in. na igrzyskach w Rzymie. Ponadto dwukrotnie zwyciężał w skoku wzwyż na mistrzostwach Francji w lekkoatletyce w 1960 i 1961.
Na igrzyskach, już w barwach Czadu, startował jeszcze dwukrotnie – w Tokio zajął 9. miejsce w skoku wzwyż, a w Meksyku 21. miejsce.  

## Rekordy życiowe
Jego najlepszym wynikiem w skoku wzwyż było 2,17 m (10 kwietnia 1966)